# シャリム・オルティス
シャリム・オルティス（Shalim Ortiz、1979年2月26日 - ）はプエルトリコ出身の俳優、ミュージシャン。
テレビドラマ『HEROES』のアレハンドロ・ヘレラ（Alejandro Herrera）役で知られている。

## 来歴
プエルトリコのサンフアン出身。父親はプエルトリコ出身の芸能人Elin Ortiz、母親はドミニカ共和国出身の歌手Charytín。